# Oscar za najlepszą scenografię
Oscar za najlepszą scenografię (ang. Academy Award for Best Production Design) – nagroda przyznawana scenografom filmowym i dekoratorom wnętrz przez Amerykańską Akademię Sztuki i Wiedzy Filmowej od 1929, czyli od samego początku istnienia nagród.
Nominacje przyznawane są przez członków Akademii pracujących w pionie scenograficznym. Zwycięzcy są wybierani przez wszystkich członków Akademii. W latach 1940–1966 (z krótką przerwą 1957–1958) istniał podział na osobne kategorie dla filmów czarno-białych i barwnych.
Najwięcej Oscarów za najlepszą scenografię (11) otrzymał jeden ze współzałożycieli Akademii oraz twórca samej statuetki Oscara Cedric Gibbons. Do niego należy również rekord pod względem liczby nominacji w tej kategorii (39). Ośmiokrotnie nagrodę otrzymał Edwin B. Willis, siedmiokrotnie – Richard Day, sześć razy triumfowali Thomas Little i Walter M. Scott, a pięciokrotnie – Lyle R. Wheeler. Najwięcej nominacji bez otrzymania nagrody (15) zdobył Roland Anderson.
Kilku laureatów tej nagrody zdobyło także za ten sam film Oscara za najlepsze kostiumy. Byli to: Roger K. Furse, Marcel Vertès, Cecil Beaton, John Truscott i Catherine Martin, która dokonała tego wyczynu dwukrotnie.
Polacy również mają w tej kategorii swoje sukcesy. Laureatami nagrody za film Lista Schindlera (1993) byli polscy scenografowie Allan Starski i Ewa Braun. Pięciokrotnie nominowany był polski artysta pracujący w Hollywood Anton Grot, urodzony w Kiełbasinie jako Antoni Franciszek Groszewski.

## Laureaci i nominowani

### 1928–1939
| Rok                              | Film                                           | Scenografia |
| -------------------------------- | ---------------------------------------------- | ----------- |
| 1927/1928 (1.)                   |                                                |             |
| Gołębica                         | William Cameron Menzies                        |             |
| Burza                            | William Cameron Menzies                        |             |
| Siódme niebo                     | Harry Oliver                                   |             |
| Wschód słońca                    | Rochus Gliese                                  |             |
| 1928/1929 (2.)*                  |                                                |             |
| Mosty San Luis Rey               | Cedric Gibbons                                 |             |
| Alibi                            | William Cameron Menzies                        |             |
| Przebudzenie                     | William Cameron Menzies                        |             |
| Dynamit                          | Mitchell Leisen                                |             |
| Patriota                         | Hans Dreier                                    |             |
| Anioł ulicy                      | Harry Oliver                                   |             |
| 1929/1930 (3.)                   |                                                |             |
| Król jazzu                       | Herman Rosse                                   |             |
| Bulldog Drummond                 | William Cameron Menzies                        |             |
| Parada miłości                   | Hans Dreier                                    |             |
| Sally                            | Jack Okey                                      |             |
| Król włóczęgów                   | Hans Dreier                                    |             |
| 1930/1931 (4.)                   |                                                |             |
| Cimarron                         | Max Rée                                        |             |
| Just Imagine                     | Stephen Goosson i Ralph Hammeras               |             |
| Maroko                           | Hans Dreier                                    |             |
| Svengali                         | Anton Grot                                     |             |
| Byczo jest!                      | Richard Day                                    |             |
| 1931/1932 (5.)                   |                                                |             |
| Transatlantyk                    | Gordon Wiles                                   |             |
| Arrowsmith                       | Richard Day                                    |             |
| Niech żyje wolność               | Lazare Meerson                                 |             |
| 1932/1933 (6.)                   |                                                |             |
| Kawalkada                        | William S. Darling                             |             |
| Pożegnanie z bronią              | Hans Dreier i Roland Anderson                  |             |
| Kiedy kobiety się spotykają      | Cedric Gibbons                                 |             |
| 1934 (7.)                        |                                                |             |
| Wesoła wdówka                    | Cedric Gibbons i Fredric Hope                  |             |
| Sprawa Celliniego                | Richard Day                                    |             |
| Wesoła rozwódka                  | Van Nest Polglase i Carroll Clark              |             |
| 1935 (8.)                        |                                                |             |
| Czarny anioł                     | Richard Day                                    |             |
| Bengali                          | Hans Dreier i Roland Anderson                  |             |
| Panowie w cylindrach             | Carroll Clark i Van Nest Polglase              |             |
| 1936 (9.)                        |                                                |             |
| Dodsworth                        | Richard Day                                    |             |
| Anthony Adverse                  | Anton Grot                                     |             |
| Wielki Ziegfeld                  | Cedric Gibbons, Eddie Imazu i Edwin B. Willis  |             |
| Trafalgar                        | William S. Darling                             |             |
| Brutal                           | Albert S. D’Agostino i Jack Otterson           |             |
| Romeo i Julia                    | Cedric Gibbons, Fredric Hope i Edwin B. Willis |             |
| Żywe cienie                      | Perry Ferguson                                 |             |
| 1937 (10.)                       |                                                |             |
| Zagubiony horyzont               | Stephen Goosson                                |             |
| Pani Walewska                    | Cedric Gibbons i William A. Horning            |             |
| Kłopoty małej pani               | Carroll Clark                                  |             |
| Ślepy zaułek                     | Richard Day                                    |             |
| Co dzień święto                  | Wiard Ihnen                                    |             |
| Życie Emila Zoli                 | Anton Grot                                     |             |
| Manhattan Merry-Go-Round         | John Victor Mackay                             |             |
| Więzień królewski                | Lyle R. Wheeler                                |             |
| Kapitan Taylor                   | Hans Dreier i Roland Anderson                  |             |
| Wytworny świat                   | Alexander Toluboff                             |             |
| Strzelec z Bengalu               | William S. Darling i David S. Hall             |             |
| You’re a Sweetheart              | Jack Otterson                                  |             |
| 1938 (11.)                       |                                                |             |
| Przygody Robin Hooda             | Carl Jules Weyl                                |             |
| Przygody Tomka Sawyera           | Lyle R. Wheeler                                |             |
| Szalony chłopak                  | Bernard Herzbrun i Boris Leven                 |             |
| Algier                           | Alexander Toluboff                             |             |
| Zakochana pani                   | Van Nest Polglase                              |             |
| The Goldwyn Follies              | Richard Day                                    |             |
| Wakacje                          | Stephen Goosson i Lionel Banks                 |             |
| Żebrak w purpurze                | Hans Dreier i John B. Goodman                  |             |
| Pensjonarka                      | Jack Otterson                                  |             |
| Maria Antonina                   | Cedric Gibbons                                 |             |
| Merrily We Live                  | Charles D. Hall                                |             |
| 1939 (12.)                       |                                                |             |
| Przeminęło z wiatrem             | Lyle R. Wheeler                                |             |
| Braterstwo krwi                  | Hans Dreier i Robert Odell                     |             |
| Captain Fury                     | Charles D. Hall                                |             |
| Pierwsza miłość                  | Jack Otterson i Martin Obzina                  |             |
| Ukochany                         | Van Nest Polglase i Alfred Herman              |             |
| Zdobywca                         | John Victor Mackay                             |             |
| Pan Smith jedzie do Waszyngtonu  | Lionel Banks                                   |             |
| Prywatne życie Elżbiety i Essexa | Anton Grot                                     |             |
| The Rains Came                   | William S. Darling i George Dudley             |             |
| Dyliżans                         | Alexander Toluboff                             |             |
| Czarnoksiężnik z Oz              | Cedric Gibbons i William A. Horning            |             |
| Wichrowe Wzgórza                 | James Basevi                                   |             |

### 1940–1949
| Rok            | Film                             | Scenografia                          | Dekoracja wnętrz                         |
| -------------- | -------------------------------- | ------------------------------------ | ---------------------------------------- |
| 1940 (13.)**   | w filmie czarno-białym           | w filmie czarno-białym               | w filmie czarno-białym                   |
| 1940 (13.)**   | Duma i uprzedzenie               | Cedric Gibbons i Paul Groesse        | –                                        |
| 1940 (13.)**   | Ukaż się, moja ukochana          | Hans Dreier i Robert Usher           | –                                        |
| 1940 (13.)**   | Arizona                          | Lionel Banks i Robert Peterson       | –                                        |
| 1940 (13.)**   | The Boys from Syracuse           | Jack Otterson                        | –                                        |
| 1940 (13.)**   | Czarny oddział                   | John Victor Mackay                   | –                                        |
| 1940 (13.)**   | Zagraniczny korespondent         | Alexander Golitzen                   | –                                        |
| 1940 (13.)**   | Lillian Russell                  | Richard Day i Joseph C. Wright       | –                                        |
| 1940 (13.)**   | Moja najmilsza żona              | Van Nest Polglase i Mark-Lee Kirk    | –                                        |
| 1940 (13.)**   | My Son, My Son!                  | John DuCasse Schulze                 | –                                        |
| 1940 (13.)**   | Nasze miasto                     | Lewis J. Rachmil                     | –                                        |
| 1940 (13.)**   | Rebeka                           | Lyle R. Wheeler                      | –                                        |
| 1940 (13.)**   | Morski jastrząb                  | Anton Grot                           | –                                        |
| 1940 (13.)**   | Człowiek z Zachodu               | James Basevi                         | –                                        |
| 1940 (13.)**   | w filmie barwnym                 |                                      |                                          |
| 1940 (13.)**   | Złodziej z Bagdadu               | Vincent Korda                        | –                                        |
| 1940 (13.)**   | Bitter Sweet                     | Cedric Gibbons i John S. Detlie      | –                                        |
| 1940 (13.)**   | Down Argentine Way               | Richard Day i Joseph C. Wright       | –                                        |
| 1940 (13.)**   | Policja konna Północnego Zachodu | Hans Dreier i Roland Anderson        | –                                        |
| 1941 (14.)***  | w filmie czarno-białym           | w filmie czarno-białym               | w filmie czarno-białym                   |
| 1941 (14.)***  | Zielona dolina                   | Richard Day i Nathan H. Juran        | Thomas Little                            |
| 1941 (14.)***  | Obywatel Kane                    | Perry Ferguson i Van Nest Polglase   | A. Roland Fields i Darrell Silvera       |
| 1941 (14.)***  | Płomień Nowego Orleanu           | Martin Obzina i Jack Otterson        | Russell A. Gausman                       |
| 1941 (14.)***  | Złote wrota                      | Hans Dreier i Robert Usher           | Samuel M. Comer                          |
| 1941 (14.)***  | Ladies in Retirement             | Lionel Banks                         | George Montgomery                        |
| 1941 (14.)***  | Małe liski                       | Stephen Goosson                      | Howard Bristol                           |
| 1941 (14.)***  | Sierżant York                    | John Hughes                          | Fred M. MacLean                          |
| 1941 (14.)***  | Syn hrabiego Monte Christo       | John DuCasse Schulze                 | Edward G. Boyle                          |
| 1941 (14.)***  | Zmierzch                         | Alexander Golitzen                   | Richard Irvine                           |
| 1941 (14.)***  | Lady Hamilton                    | Vincent Korda                        | Julia Heron                              |
| 1941 (14.)***  | Kiedy kobiety się spotykają      | Cedric Gibbons i Randall Duell       | Edwin B. Willis                          |
| 1941 (14.)***  | w filmie barwnym                 |                                      |                                          |
| 1941 (14.)***  | Kwiaty pokryte kurzem            | Cedric Gibbons i Urie McCleary       | Edwin B. Willis                          |
| 1941 (14.)***  | Krew na piasku                   | Richard Day i Joseph C. Wright       | Thomas Little                            |
| 1941 (14.)***  | Louisiana Purchase               | Raoul Pene Du Bois                   | Stephen Seymour                          |
| 1942 (15.)     | w filmie czarno-białym           | w filmie czarno-białym               | w filmie czarno-białym                   |
| 1942 (15.)     | This Above All                   | Richard Day i Joseph C. Wright       | Thomas Little                            |
| 1942 (15.)     | George Washington spał tutaj     | Max Parker i Mark-Lee Kirk           | Casey Roberts                            |
| 1942 (15.)     | Wspaniałość Ambersonów           | Albert S. D’Agostino                 | A. Roland Fields i Darrell Silvera       |
| 1942 (15.)     | Duma Jankesów                    | Perry Ferguson                       | Howard Bristol                           |
| 1942 (15.)     | Zagubione dni                    | Cedric Gibbons i Randall Duell       | Edwin B. Willis i Jack D. Moore          |
| 1942 (15.)     | Kasyno w Szanghaju               | Boris Leven                          | Boris Leven                              |
| 1942 (15.)     | Silver Queen                     | Ralph Berger                         | Emile Kuri                               |
| 1942 (15.)     | Zdobywcy                         | John B. Goodman i Jack Otterson      | Russell A. Gausman i Edward Ray Robinson |
| 1942 (15.)     | Take a Letter, Darling           | Hans Dreier i Roland Anderson        | Samuel M. Comer                          |
| 1942 (15.)     | Głosy miasta                     | Lionel Banks i Rudolph Sternad       | Fay Babcock                              |
| 1942 (15.)     | w filmie barwnym                 |                                      |                                          |
| 1942 (15.)     | My Gal Sal                       | Richard Day i Joseph C. Wright       | Thomas Little                            |
| 1942 (15.)     | Arabskie noce                    | Alexander Golitzen i Jack Otterson   | Russell A. Gausman i Ira S. Webb         |
| 1942 (15.)     | Captains of the Clouds           | Ted Smith                            | Casey Roberts                            |
| 1942 (15.)     | Księga dżungli                   | Vincent Korda                        | Julia Heron                              |
| 1942 (15.)     | Zdradzieckie skały               | Hans Dreier i Roland Anderson        | George Sawley                            |
| 1943 (16.)     | w filmie czarno-białym           | w filmie czarno-białym               | w filmie czarno-białym                   |
| 1943 (16.)     | Pieśń o Bernadette               | James Basevi i William S. Darling    | Thomas Little                            |
| 1943 (16.)     | Pięć grobów na drodze do Kairu   | Hans Dreier i Ernst Fegté            | Bertram C. Granger                       |
| 1943 (16.)     | Flight for Freedom               | Albert S. D’Agostino i Carroll Clark | Darrell Silvera i Harley Miller          |
| 1943 (16.)     | Curie-Skłodowska                 | Cedric Gibbons i Paul Groesse        | Edwin B. Willis i Hugh Hunt              |
| 1943 (16.)     | Mission to Moscow                | Carl Jules Weyl                      | George James Hopkins                     |
| 1943 (16.)     | Blask na wschodzie               | Perry Ferguson                       | Howard Bristol                           |
| 1943 (16.)     | w filmie barwnym                 |                                      |                                          |
| 1943 (16.)     | Upiór w operze                   | Alexander Golitzen i John B. Goodman | Russell A. Gausman i Ira S. Webb         |
| 1943 (16.)     | Komu bije dzwon                  | Hans Dreier i Haldane Douglas        | Bertram C. Granger                       |
| 1943 (16.)     | The Gang’s All Here              | James Basevi i Joseph C. Wright      | Thomas Little                            |
| 1943 (16.)     | To jest armia                    | John Hughes                          | George James Hopkins                     |
| 1943 (16.)     | Thousands Cheer                  | Cedric Gibbons i Daniel Cathcart     | Edwin B. Willis i Jacques Mersereau      |
| 1944 (17.)**** | w filmie czarno-białym           | w filmie czarno-białym               | w filmie czarno-białym                   |
| 1944 (17.)**** | Gasnący płomień                  | Cedric Gibbons i William Ferrari     | Paul Huldschinsky i Edwin B. Willis      |
| 1944 (17.)**** | Adres nieznany                   | Lionel Banks i Walter Holscher       | Joseph Kish                              |
| 1944 (17.)**** | Przygody Marka Twaina            | John Hughes                          | Fred M. MacLean                          |
| 1944 (17.)**** | Casanova Brown                   | Perry Ferguson                       | Julia Heron                              |
| 1944 (17.)**** | Laura                            | Lyle R. Wheeler i Leland Fuller      | Thomas Little                            |
| 1944 (17.)**** | Nie czas na miłość               | Hans Dreier i Robert Usher           | Samuel M. Comer                          |
| 1944 (17.)**** | Od kiedy cię nie ma              | Mark-Lee Kirk                        | Victor A. Gangelin                       |
| 1944 (17.)**** | Step Lively                      | Albert S. D’Agostino i Carroll Clark | Darrell Silvera i Claude E. Carpenter    |
| 1944 (17.)**** | w filmie barwnym                 |                                      |                                          |
| 1944 (17.)**** | Wilson                           | Wiard Ihnen                          | Thomas Little                            |
| 1944 (17.)**** | The Climax                       | John B. Goodman i Alexander Golitzen | Russell A. Gausman i Ira S. Webb         |
| 1944 (17.)**** | Modelka                          | Lionel Banks i Cary Odell            | Fay Babcock                              |
| 1944 (17.)**** | The Desert Song                  | Charles Novi                         | Jack McConaghy                           |
| 1944 (17.)**** | Kismet                           | Cedric Gibbons i Daniel B. Cathcart  | Edwin B. Willis i Richard Pefferle       |
| 1944 (17.)**** | Lady in the Dark                 | Hans Dreier i Raoul Pene du Bois     | Ray Moyer                                |
| 1944 (17.)**** | Księżniczka i pirat              | Ernst Fegté                          | Howard Bristol                           |
| 1945 (18.)     | w filmie czarno-białym           | w filmie czarno-białym               | w filmie czarno-białym                   |
| 1945 (18.)     | Krew na słońcu                   | Wiard Ihnen                          | A. Roland Fields                         |
| 1945 (18.)     | Experiment Perilous              | Albert S. D’Agostino i Jack Okey     | Darrell Silvera i Claude E. Carpenter    |
| 1945 (18.)     | Klucze królestwa                 | James Basevi i William S. Darling    | Thomas Little i Frank E. Hughes          |
| 1945 (18.)     | Listy miłosne                    | Hans Dreier i Roland Anderson        | Samuel M. Comer i Ray Moyer              |
| 1945 (18.)     | Portret Doriana Graya            | Cedric Gibbons i Hans Peters         | Edwin B. Willis, John Bonar i Hugh Hunt  |
| 1945 (18.)     | w filmie barwnym                 |                                      |                                          |
| 1945 (18.)     | Zatoka Francuza                  | Hans Dreier i Ernst Fegté            | Samuel M. Comer                          |
| 1945 (18.)     | Zostaw ją niebiosom              | Lyle R. Wheeler i Maurice Ransford   | Thomas Little                            |
| 1945 (18.)     | Wielka nagroda                   | Cedric Gibbons i Urie McCleary       | Edwin B. Willis i Mildred Griffiths      |
| 1945 (18.)     | San Antonio                      | Ted Smith                            | Jack McConaghy                           |
| 1945 (18.)     | Tysiąc i jedna noc               | Stephen Goosson i Rudolph Sternad    | Frank Tuttle                             |
| 1946 (19.)     | w filmie czarno-białym           | w filmie czarno-białym               | w filmie czarno-białym                   |
| 1946 (19.)     | Anna i król Syjamu               | William S. Darling i Lyle R. Wheeler | Thomas Little i Frank E. Hughes          |
| 1946 (19.)     | Kitty                            | Hans Dreier i Walter H. Tyler        | Samuel M. Comer i Ray Moyer              |
| 1946 (19.)     | Ostrze brzytwy                   | Richard Day i Nathan H. Juran        | Thomas Little i Paul S. Fox              |
| 1946 (19.)     | w filmie barwnym                 |                                      |                                          |
| 1946 (19.)     | Roczniak                         | Cedric Gibbons i Paul Groesse        | Edwin B. Willis                          |
| 1946 (19.)     | Cezar i Kleopatra                | John Bryan                           | –                                        |
| 1946 (19.)     | Henryk V                         | Paul Sheriff i Carmen Dillon         | –                                        |
| 1947 (20.)     | w filmie czarno-białym           | w filmie czarno-białym               | w filmie czarno-białym                   |
| 1947 (20.)     | Wielkie nadzieje                 | Wilfred Shingleton                   | John Bryan                               |
| 1947 (20.)     | The Foxes of Harrow              | Lyle R. Wheeler i Maurice Ransford   | Thomas Little i Paul S. Fox              |
| 1947 (20.)     | w filmie barwnym                 |                                      |                                          |
| 1947 (20.)     | Czarny narcyz                    | Alfred Junge                         | –                                        |
| 1947 (20.)     | Życie z ojcem                    | Robert M. Haas                       | George James Hopkins                     |
| 1948 (21.)     | w filmie czarno-białym           | w filmie czarno-białym               | w filmie czarno-białym                   |
| 1948 (21.)     | Hamlet                           | Carmen Dillon                        | Roger K. Furse                           |
| 1948 (21.)     | Johnny Belinda                   | Robert M. Haas                       | William O. Wallace                       |
| 1948 (21.)     | w filmie barwnym                 |                                      |                                          |
| 1948 (21.)     | Czerwone trzewiki                | Arthur Lawson                        | Hein Heckroth                            |
| 1948 (21.)     | Joanna d’Arc                     | Richard Day                          | Casey Roberts i Joseph Kish              |
| 1949 (22.)     | w filmie czarno-białym           | w filmie czarno-białym               | w filmie czarno-białym                   |
| 1949 (22.)     | Dziedziczka                      | Harry Horner i John Meehan           | Emile Kuri                               |
| 1949 (22.)     | Przyjdź do stajni                | Lyle R. Wheeler i Joseph C. Wright   | Thomas Little i Paul S. Fox              |
| 1949 (22.)     | Pani Bovary                      | Cedric Gibbons i Jack Martin Smith   | Edwin B. Willis i Richard Pefferle       |
| 1949 (22.)     | w filmie barwnym                 |                                      |                                          |
| 1949 (22.)     | Małe kobietki                    | Cedric Gibbons i Paul Groesse        | Edwin B. Willis i Jack D. Moore          |
| 1949 (22.)     | Przygody Don Juana               | Edward Carrere                       | Lyle Reifsnider                          |
| 1949 (22.)     | Saraband for Dead Lovers         | Jim Morahan i William Kellner        | Michael Relph                            |

### 1950–1959
| Rok        | Film                           | Scenografia                                                            | Dekoracja wnętrz                                                |
| ---------- | ------------------------------ | ---------------------------------------------------------------------- | --------------------------------------------------------------- |
| 1950 (23.) | w filmie czarno-białym         | w filmie czarno-białym                                                 | w filmie czarno-białym                                          |
| 1950 (23.) | Bulwar Zachodzącego Słońca     | Hans Dreier i John Meehan                                              | Samuel M. Comer i Ray Moyer                                     |
| 1950 (23.) | Wszystko o Ewie                | George W. Davis i Lyle R. Wheeler                                      | Thomas Little i Walter M. Scott                                 |
| 1950 (23.) | Czerwony Dunaj                 | Cedric Gibbons i Hans Peters                                           | Edwin B. Willis i Hugh Hunt                                     |
| 1950 (23.) | w filmie barwnym               |                                                                        |                                                                 |
| 1950 (23.) | Samson i Dalila                | Hans Dreier i Walter H. Tyler                                          | Samuel M. Comer i Ray Moyer                                     |
| 1950 (23.) | Rekord Annie                   | Cedric Gibbons i Paul Groesse                                          | Edwin B. Willis i Richard A. Pefferle                           |
| 1950 (23.) | Kierunek księżyc               | Ernst Fegté                                                            | George Sawley                                                   |
| 1951 (24.) | w filmie czarno-białym         | w filmie czarno-białym                                                 | w filmie czarno-białym                                          |
| 1951 (24.) | Tramwaj zwany pożądaniem       | Richard Day                                                            | George James Hopkins                                            |
| 1951 (24.) | Czternaście godzin             | Leland Fuller i Lyle R. Wheeler                                        | Thomas Little i Fred J. Rode                                    |
| 1951 (24.) | The House on Telegraph Hill    | John DeCuir i Lyle R. Wheeler                                          | Paul S. Fox i Thomas Little                                     |
| 1951 (24.) | Rondo                          | Jean d’Eaubonne                                                        | –                                                               |
| 1951 (24.) | Too Young to Kiss              | Cedric Gibbons i Paul Groesse                                          | Edwin B. Willis i Jack D. Moore                                 |
| 1951 (24.) | w filmie barwnym               |                                                                        |                                                                 |
| 1951 (24.) | Amerykanin w Paryżu            | E. Preston Ames i Cedric Gibbons                                       | Edwin B. Willis i F. Keogh Gleason                              |
| 1951 (24.) | Dawid i Betszeba               | George Davis i Lyle R. Wheeler                                         | Paul S. Fox i Thomas Little                                     |
| 1951 (24.) | On the Riviera                 | Leland Fuller i Lyle R. Wheeler                                        | Thomas Little i Walter M. Scott                                 |
| 1951 (24.) | Quo Vadis                      | Edward Carfagno, Cedric Gibbons i William A. Horning                   | Hugh Hunt                                                       |
| 1951 (24.) | Opowieści Hoffmanna            | Hein Heckroth                                                          | –                                                               |
| 1952 (25.) | w filmie czarno-białym         | w filmie czarno-białym                                                 | w filmie czarno-białym                                          |
| 1952 (25.) | Piękny i zły                   | Edward Carfagno i Cedric Gibbons                                       | F. Keogh Gleason i Edwin B. Willis                              |
| 1952 (25.) | Siostra Carrie                 | Roland Anderson i Hal Pereira                                          | Emile Kuri                                                      |
| 1952 (25.) | Moja kuzynka Rachela           | John DeCuir i Lyle R. Wheeler                                          | Walter M. Scott                                                 |
| 1952 (25.) | Rashōmon                       | So Matsuyama                                                           | H. Motsumoto                                                    |
| 1952 (25.) | Viva Zapata!                   | Leland Fuller i Lyle R. Wheeler                                        | Claude E. Carpenter i Thomas Little                             |
| 1952 (25.) | w filmie barwnym               |                                                                        |                                                                 |
| 1952 (25.) | Moulin Rouge                   | Marcel Vertès                                                          | Paul Sheriff                                                    |
| 1952 (25.) | Hans Christian Andersen        | Antoni Clavé i Richard Day                                             | Howard Bristol                                                  |
| 1952 (25.) | Wesoła wdowa                   | Cedric Gibbons i Paul Groesse                                          | Arthur Krams i Edwin B. Willis                                  |
| 1952 (25.) | Spokojny człowiek              | Frank Hotaling                                                         | John McCarthy Jr. i Charles S. Thompson                         |
| 1952 (25.) | Śniegi Kilimandżaro            | John DeCuir i Lyle R. Wheeler                                          | Paul S. Fox i Thomas Little                                     |
| 1953 (26.) | w filmie czarno-białym         | w filmie czarno-białym                                                 | w filmie czarno-białym                                          |
| 1953 (26.) | Juliusz Cezar                  | Edward Carfagno i Cedric Gibbons                                       | Hugh Hunt i Edwin B. Willis                                     |
| 1953 (26.) | Marcin Luter                   | Paul Markwitz i Fritz Maurischat                                       | –                                                               |
| 1953 (26.) | The President’s Lady           | Leland Fuller i Lyle R. Wheeler                                        | Paul S. Fox                                                     |
| 1953 (26.) | Rzymskie wakacje               | Hal Pereira i Walter H. Tyler                                          | –                                                               |
| 1953 (26.) | Titanic                        | Maurice Ransford i Lyle R. Wheeler                                     | Stuart A. Reiss                                                 |
| 1953 (26.) | w filmie barwnym               |                                                                        |                                                                 |
| 1953 (26.) | Szata                          | George Davis i Lyle R. Wheeler                                         | Paul S. Fox i Walter M. Scott                                   |
| 1953 (26.) | Rycerze Okrągłego Stołu        | Alfred Junge i Hans Peters                                             | John Jarvis                                                     |
| 1953 (26.) | Lili                           | Cedric Gibbons i Paul Groesse                                          | Arthur Krams i Edwin B. Willis                                  |
| 1953 (26.) | Historia trzech miłości        | E. Preston Ames, Edward Carfagno, Cedric Gibbons i Gabriel Scognamillo | F. Keogh Gleason, Arthur Krams, Jack D. Moore i Edwin B. Willis |
| 1953 (26.) | Młoda Bess                     | Cedric Gibbons i Urie McCleary                                         | Jack D. Moore i Edwin B. Willis                                 |
| 1954 (27.) | w filmie czarno-białym         | w filmie czarno-białym                                                 | w filmie czarno-białym                                          |
| 1954 (27.) | Na nabrzeżach                  | Richard Day                                                            | –                                                               |
| 1954 (27.) | Dziewczyna z prowincji         | Roland Anderson i Hal Pereira                                          | Samuel M. Comer i Grace Gregory                                 |
| 1954 (27.) | Rada nadzorcza                 | Cedric Gibbons i Edward Carfagno                                       | Edwin B. Willis i Emile Kuri                                    |
| 1954 (27.) | Dom pani Tellier               | Max Ophüls                                                             | –                                                               |
| 1954 (27.) | Sabrina                        | Hal Pereira i Walter H. Tyler                                          | Samuel M. Comer i Ray Moyer                                     |
| 1954 (27.) | w filmie barwnym               |                                                                        |                                                                 |
| 1954 (27.) | 20 000 mil podmorskiej żeglugi | John Meehan                                                            | Emile Kuri                                                      |
| 1954 (27.) | Brigadoon                      | Cedric Gibbons i E. Preston Ames                                       | Edwin B. Willis i F. Keogh Gleason                              |
| 1954 (27.) | Desirée                        | Lyle R. Wheeler i Leland Fuller                                        | Walter M. Scott i Paul S. Fox                                   |
| 1954 (27.) | Czerwone podwiązki             | Hal Pereira i Roland Anderson                                          | Samuel M. Comer i Ray Moyer                                     |
| 1954 (27.) | Narodziny gwiazdy              | Malcolm Bert i Gene Allen                                              | Irene Sharaff i George James Hopkins                            |
| 1955 (28.) | w filmie czarno-białym         | w filmie czarno-białym                                                 | w filmie czarno-białym                                          |
| 1955 (28.) | Tatuowana róża                 | Hal Pereira i Tambi Larsen                                             | Samuel M. Comer i Arthur Krams                                  |
| 1955 (28.) | Szkolna dżungla                | Cedric Gibbons i Randall Duell                                         | Edwin B. Willis i Henry Grace                                   |
| 1955 (28.) | Jutro będę płakać              | Cedric Gibbons i Malcolm Brown                                         | Edwin B. Willis i Hugh Hunt                                     |
| 1955 (28.) | Złotoręki                      | Joseph C. Wright                                                       | Darrell Silvera                                                 |
| 1955 (28.) | Marty                          | Ted Haworth i Walter M. Simonds                                        | Robert Priestley                                                |
| 1955 (28.) | w filmie barwnym               |                                                                        |                                                                 |
| 1955 (28.) | Piknik                         | William Flannery                                                       | Jo Mielziner i Robert Priestley                                 |
| 1955 (28.) | Tajemniczy opiekun             | Lyle R. Wheeler i John DeCuir                                          | Walter M. Scott i Paul S. Fox                                   |
| 1955 (28.) | Faceci i laleczki              | Oliver Smith i Joseph C. Wright                                        | Howard Bristol                                                  |
| 1955 (28.) | Miłość jest wspaniała          | Lyle R. Wheeler i George Davis                                         | Walter M. Scott i Jack Stubbs                                   |
| 1955 (28.) | Złodziej w hotelu              | Hal Pereira i Joseph McMillan Johnson                                  | Samuel M. Comer i Arthur Krams                                  |
| 1956 (29.) | w filmie czarno-białym         | w filmie czarno-białym                                                 | w filmie czarno-białym                                          |
| 1956 (29.) | Między linami ringu            | Cedric Gibbons i Malcolm Brown                                         | Edwin B. Willis i F. Keogh Gleason                              |
| 1956 (29.) | Siedmiu samurajów              | So Matsuyama                                                           | –                                                               |
| 1956 (29.) | The Proud and Profane          | Hal Pereira i A. Earl Hedrick                                          | Samuel M. Comer i Frank R. McKelvy                              |
| 1956 (29.) | The Solid Gold Cadillac        | Ross Bellah                                                            | William Kiernan i Louis Diage                                   |
| 1956 (29.) | Zbuntowana nastolatka          | Lyle R. Wheeler i Jack Martin Smith                                    | Walter M. Scott i Stuart A. Reiss                               |
| 1956 (29.) | w filmie barwnym               |                                                                        |                                                                 |
| 1956 (29.) | Król i ja                      | Lyle R. Wheeler i John DeCuir                                          | Walter M. Scott i Paul S. Fox                                   |
| 1956 (29.) | W 80 dni dookoła świata        | James W. Sullivan i Ken Adam                                           | Ross J. Dowd                                                    |
| 1956 (29.) | Olbrzym                        | Boris Leven                                                            | Ralph S. Hurst                                                  |
| 1956 (29.) | Pasja życia                    | Cedric Gibbons, Hans Peters i E. Preston Ames                          | Edwin B. Willis i F. Keogh Gleason                              |
| 1956 (29.) | Dziesięcioro przykazań         | Hal Pereira, Walter H. Tyler i Albert Nozaki                           | Samuel M. Comer i Ray Moyer                                     |

W latach 1957–58 zlikwidowano podział na osobne kategorie dla filmów czarno-białych i barwnych.
| Rok                               | Film                                               | Scenografia                        | Dekoracja wnętrz |
| --------------------------------- | -------------------------------------------------- | ---------------------------------- | ---------------- |
| 1957 (30.)                        |                                                    |                                    |                  |
| Sayonara                          | Ted Haworth                                        | Robert Priestley                   |                  |
| Zabawna buzia                     | Hal Pereira i George Davis                         | Samuel M. Comer i Ray Moyer        |                  |
| Roztańczone dziewczyny            | William A. Horning i Gene Allen                    | Edwin B. Willis i Richard Pefferle |                  |
| Kumpel Joey                       | Walter Holscher                                    | William Kiernan i Louis Diage      |                  |
| W poszukiwaniu deszczowego drzewa | William A. Horning i Urie McCleary                 | Edwin B. Willis i Hugh Hunt        |                  |
| 1958 (31.)                        |                                                    |                                    |                  |
| Gigi                              | William A. Horning (pośmiertnie) i E. Preston Ames | Henry Grace i F. Keogh Gleason     |                  |
| Ciotka Mame                       | Malcolm Bert                                       | George James Hopkins               |                  |
| Czarna magia na Manhattanie       | Cary Odell                                         | Louis Diage                        |                  |
| Pewien uśmiech                    | Lyle R. Wheeler i John DeCuir                      | Walter M. Scott i Paul S. Fox      |                  |
| Zawrót głowy                      | Hal Pereira i Henry Bumstead                       | Samuel M. Comer i Frank McKelvy    |                  |

Od 1959 przywrócono podział na osobne kategorie dla filmów czarno-białych i barwnych.
| Rok        | Film                    | Scenografia                                                     | Dekoracja wnętrz                  |
| ---------- | ----------------------- | --------------------------------------------------------------- | --------------------------------- |
| 1959 (32.) | w filmie czarno-białym  | w filmie czarno-białym                                          | w filmie czarno-białym            |
| 1959 (32.) | Pamiętnik Anny Frank    | Lyle R. Wheeler i George Davis                                  | Walter M. Scott i Stuart A. Reiss |
| 1959 (32.) | Kariera                 | Hal Pereira i Walter H. Tyler                                   | Samuel M. Comer i Arthur Krams    |
| 1959 (32.) | Ostatni z gniewnych     | Carl Anderson                                                   | William Kiernan                   |
| 1959 (32.) | Pół żartem, pół serio   | Ted Haworth                                                     | Edward G. Boyle                   |
| 1959 (32.) | Nagle, zeszłego lata    | Oliver Messel i William Kellner                                 | Scott Slimon                      |
| 1959 (32.) | w filmie barwnym        |                                                                 |                                   |
| 1959 (32.) | Ben-Hur                 | William A. Horning (pośmiertnie) i Edward Carfagno              | Hugh Hunt                         |
| 1959 (32.) | The Big Fisherman       | John DeCuir                                                     | Julia Heron                       |
| 1959 (32.) | Podróż do wnętrza Ziemi | Lyle R. Wheeler, Franz Bachelin i Herman A. Blumenthal          | Walter M. Scott i Joseph Kish     |
| 1959 (32.) | Północ, północny zachód | William A. Horning (pośmiertnie), Robert F. Boyle i Merrill Pye | Henry Grace i Frank McKelvy       |
| 1959 (32.) | Telefon towarzyski      | Richard H. Riedel (pośmiertnie)                                 | Russell A. Gausman i Ruby Levitt  |

### 1960–1969
| Rok        | Film                                    | Scenografia | Dekoracja wnętrz                                   |
| ---------- | --------------------------------------- | --- | -------------------------------------------------- |
| 1960 (33.) | w filmie czarno-białym                  | w filmie czarno-białym                                                                                             | w filmie czarno-białym                             |
| 1960 (33.) | Garsoniera                              | Alexandre Trauner                                                                                                  | Edward G. Boyle                                    |
| 1960 (33.) | The Facts of Life                       | Joseph McMillan Johnson i Kenneth A. Reid                                                                          | Ross Dowd                                          |
| 1960 (33.) | Psychoza                                | Joseph Hurley i Robert Clatworthy                                                                                  | George Milo                                        |
| 1960 (33.) | Synowie i kochankowie                   | Tom Morahan | Lionel Couch                                       |
| 1960 (33.) | Visit to a Small Planet                 | Hal Pereira i Walter H. Tyler                                                                                      | Samuel M. Comer i Arthur Krams                     |
| 1960 (33.) | w filmie barwnym                        | |                                                    |
| 1960 (33.) | Spartakus                               | Alexander Golitzen i Eric Orbom (pośmiertnie)                                                                      | Russell A. Gausman i Julia Heron                   |
| 1960 (33.) | Cimarron                                | George Davis i Addison Hehr                                                                                        | Henry Grace, Hugh Hunt i Otto Siegel               |
| 1960 (33.) | Zaczęło się w Neapolu                   | Hal Pereira i Roland Anderson                                                                                      | Samuel M. Comer i Arrigo Breschi                   |
| 1960 (33.) | Pepe                                    | Ted Haworth | William Kiernan                                    |
| 1960 (33.) | Sunrise at Campobello                   | Edward Carrere | George James Hopkins                               |
| 1961 (34.) | w filmie czarno-białym                  | w filmie czarno-białym                                                                                             | w filmie czarno-białym                             |
| 1961 (34.) | Bilardzista                             | Harry Horner | Gene Callahan                                      |
| 1961 (34.) | Latający profesor                       | Carroll Clark | Emile Kuri i Hal Gausman                           |
| 1961 (34.) | Niewiniątka                             | Fernando Carrere                                                                                                   | Edward G. Boyle                                    |
| 1961 (34.) | Wyrok w Norymberdze                     | Rudolph Sternad | George Milo                                        |
| 1961 (34.) | Słodkie życie                           | Piero Gherardi | –                                                  |
| 1961 (34.) | w filmie barwnym                        | |                                                    |
| 1961 (34.) | West Side Story                         | Boris Leven | Victor A. Gangelin                                 |
| 1961 (34.) | Śniadanie u Tiffany’ego                 | Hal Pereira i Roland Anderson                                                                                      | Samuel M. Comer i Ray Moyer                        |
| 1961 (34.) | Cyd                                     | Veniero Colasanti i John Moore                                                                                     | –                                                  |
| 1961 (34.) | Flower Drum Song                        | Alexander Golitzen i Joseph C. Wright                                                                              | Howard Bristol                                     |
| 1961 (34.) | Lato i dym                              | Hal Pereira i Walter Tyler                                                                                         | Samuel M. Comer i Arthur Krams                     |
| 1962 (35.) | w filmie czarno-białym                  | w filmie czarno-białym                                                                                             | w filmie czarno-białym                             |
| 1962 (35.) | Zabić drozda                            | Alexander Golitzen i Henry Bumstead                                                                                | Oliver Emert                                       |
| 1962 (35.) | Dni wina i róż                          | Joseph C. Wright                                                                                                   | George James Hopkins                               |
| 1962 (35.) | Najdłuższy dzień                        | Ted Haworth, Léon Barsacq i Vincent Korda                                                                          | Gabriel Bechir                                     |
| 1962 (35.) | Okres przygotowawczy                    | George Davis i Edward Carfagno                                                                                     | Henry Grace i Richard Pefferle                     |
| 1962 (35.) | Gołąb, który ocalił Rzym                | Hal Pereira i Roland Anderson                                                                                      | Samuel M. Comer i Frank R. McKelvy                 |
| 1962 (35.) | w filmie barwnym                        | |                                                    |
| 1962 (35.) | Lawrence z Arabii                       | John Box i John Stoll                                                                                              | Dario Simoni                                       |
| 1962 (35.) | Muzyk                                   | Paul Groesse | George James Hopkins                               |
| 1962 (35.) | Bunt na Bounty                          | George Davis i Joseph McMillan Johnson                                                                             | Henry Grace i Hugh Hunt                            |
| 1962 (35.) | Powiew luksusu                          | Alexander Golitzen i Robert Clatworthy                                                                             | George Milo                                        |
| 1962 (35.) | Wspaniały świat braci Grimm             | George Davis i Edward Carfagno                                                                                     | Henry Grace i Richard Pefferle                     |
| 1963 (36.) | w filmie czarno-białym                  | w filmie czarno-białym                                                                                             | w filmie czarno-białym                             |
| 1963 (36.) | Ameryka, Ameryka                        | Gene Callahan | –                                                  |
| 1963 (36.) | Osiem i pół                             | Piero Gherardi | –                                                  |
| 1963 (36.) | Hud, syn farmera                        | Hal Pereira i Tambi Larsen                                                                                         | Samuel M. Comer i Robert R. Benton                 |
| 1963 (36.) | Romans z nieznajomym                    | Hal Pereira i Roland Anderson                                                                                      | Samuel M. Comer i Grace Gregory                    |
| 1963 (36.) | Odcienie honoru                         | George Davis i Paul Groesse                                                                                        | Henry Grace i Hugh Hunt                            |
| 1963 (36.) | w filmie barwnym                        | |                                                    |
| 1963 (36.) | Kleopatra                               | John DeCuir, Jack Martin Smith, Hilyard M. Brown, Herman A. Blumenthal, Elven Webb, Maurice Pelling i Boris Juraga | Walter M. Scott, Paul S. Fox i Ray Moyer           |
| 1963 (36.) | Kardynał                                | Lyle R. Wheeler | Gene Callahan                                      |
| 1963 (36.) | Przyjdź i zadmij w róg                  | Hal Pereira i Roland Anderson                                                                                      | Samuel M. Comer i James W. Payne                   |
| 1963 (36.) | Jak zdobywano Dziki Zachód              | George Davis, William Ferrari (pośmiertnie) i Addison Hehr                                                         | Henry Grace, Don Greenwood Jr. i Jack Mills        |
| 1963 (36.) | Tom Jones                               | Ralph W. Brinton i Ted Marshall                                                                                    | Jocelyn Herbert i Josie MacAvin                    |
| 1964 (37.) | w filmie czarno-białym                  | w filmie czarno-białym                                                                                             | w filmie czarno-białym                             |
| 1964 (37.) | Grek Zorba                              | Wassilis Fotopulos                                                                                                 | –                                                  |
| 1964 (37.) | Amerykanizacja Emily                    | George Davis, Hans Peters i Elliot Scott                                                                           | Henry Grace i Robert R. Benton                     |
| 1964 (37.) | Nie płacz, Charlotto                    | William Glasgow | Raphaël Bretton                                    |
| 1964 (37.) | Noc iguany                              | Stephen B. Grimes                                                                                                  | –                                                  |
| 1964 (37.) | Siedem dni w maju                       | Cary Odell | Edward G. Boyle                                    |
| 1964 (37.) | w filmie barwnym                        | |                                                    |
| 1964 (37.) | My Fair Lady                            | Gene Allen i Cecil Beaton                                                                                          | George James Hopkins                               |
| 1964 (37.) | Becket                                  | John Bryan i Maurice Carter                                                                                        | Patrick McLoughlin i Robert Cartwright             |
| 1964 (37.) | Mary Poppins                            | Carroll Clark i William H. Tuntke                                                                                  | Emile Kuri i Hal Gausman                           |
| 1964 (37.) | Niezatapialna Molly Brown               | George Davis i E. Preston Ames                                                                                     | Henry Grace i Hugh Hunt                            |
| 1964 (37.) | Pięciu mężów pani Lizy                  | Jack Martin Smith i Ted Haworth                                                                                    | Walter M. Scott i Stuart A. Reiss                  |
| 1965 (38.) | w filmie czarno-białym                  | w filmie czarno-białym                                                                                             | w filmie czarno-białym                             |
| 1965 (38.) | Statek szaleńców                        | Robert Clatworthy                                                                                                  | Joseph Kish                                        |
| 1965 (38.) | Król szczurów                           | Robert Emmet Smith                                                                                                 | Frank Tuttle                                       |
| 1965 (38.) | W cieniu dobrego drzewa                 | George Davis i Urie McCleary                                                                                       | Henry Grace i Charles S. Thompson                  |
| 1965 (38.) | Wątła nić                               | Hal Pereira i Jack Poplin                                                                                          | Robert R. Benton i Joseph Kish                     |
| 1965 (38.) | Szpieg, który przyszedł z zimnej strefy | Hal Pereira i Tambi Larsen                                                                                         | Ted Marshall i Josie MacAvin                       |
| 1965 (38.) | w filmie barwnym                        | |                                                    |
| 1965 (38.) | Doktor Żywago                           | John Box i Terence Marsh                                                                                           | Dario Simoni                                       |
| 1965 (38.) | Udręka i ekstaza                        | John DeCuir i Jack Martin Smith                                                                                    | Dario Simoni                                       |
| 1965 (38.) | Opowieść wszech czasów                  | Richard Day, William Creber i David S. Hall (pośmiertnie)                                                          | Ray Moyer, Fred M. MacLean i Norman Rockett        |
| 1965 (38.) | Ciemna strona sławy                     | Robert Clatworthy                                                                                                  | George James Hopkins                               |
| 1965 (38.) | Dźwięki muzyki                          | Boris Leven | Walter M. Scott i Ruby Levitt                      |
| 1966 (39.) | w filmie czarno-białym                  | w filmie czarno-białym                                                                                             | w filmie czarno-białym                             |
| 1966 (39.) | Kto się boi Virginii Woolf?             | Richard Sylbert | George James Hopkins                               |
| 1966 (39.) | Szczęście Harry’ego                     | Robert Luthardt | Edward G. Boyle                                    |
| 1966 (39.) | Ewangelia według świętego Mateusza      | Luigi Scaccianoce                                                                                                  | –                                                  |
| 1966 (39.) | Czy Paryż płonie?                       | Willy Holt, Marc Frédérix i Pierre Guffroy                                                                         | –                                                  |
| 1966 (39.) | Pan Buddwing                            | George Davis i Paul Groesse                                                                                        | Henry Grace i Hugh Hunt                            |
| 1966 (39.) | w filmie barwnym                        | |                                                    |
| 1966 (39.) | Fantastyczna podróż                     | Jack Martin Smith i Dale Hennesy                                                                                   | Walter M. Scott i Stuart A. Reiss                  |
| 1966 (39.) | Gambit                                  | Alexander Golitzen i George C. Webb                                                                                | John McCarthy Jr. i John P. Austin                 |
| 1966 (39.) | Giulietta i duchy                       | Piero Gherardi | –                                                  |
| 1966 (39.) | The Oscar                               | Hal Pereira i Arthur Lonergan                                                                                      | Robert R. Benton i James W. Payne                  |
| 1966 (39.) | Ziarnka piasku                          | Boris Leven | Walter M. Scott, John Sturtevant i William Kiernan |

Od 1967 ostatecznie zlikwidowano podział na osobne kategorie dla filmów czarno-białych i barwnych.
| Rok                             | Film                                                            | Scenografia                                             | Dekoracja wnętrz |
| ------------------------------- | --------------------------------------------------------------- | ------------------------------------------------------- | ---------------- |
| 1967 (40.)                      |                                                                 |                                                         |                  |
| Camelot                         | John Truscott i Edward Carrere                                  | John W. Brown                                           |                  |
| Doktor Dolittle                 | Mario Chiari, Jack Martin Smith i Ed Graves                     | Walter M. Scott i Stuart A. Reiss                       |                  |
| Zgadnij, kto przyjdzie na obiad | Robert Clatworthy                                               | Frank Tuttle                                            |                  |
| Poskromienie złośnicy           | Lorenzo Mongiardino, John DeCuir, Elven Webb i Giuseppe Mariani | Dario Simoni i Luigi Gervasi                            |                  |
| Na wskroś nowoczesna Millie     | Alexander Golitzen i George C. Webb                             | Howard Bristol                                          |                  |
| 1968 (41.)                      |                                                                 |                                                         |                  |
| Oliver!                         | John Box i Terence Marsh                                        | Vernon Dixon i Ken Muggleston                           |                  |
| Trzewiki rybaka                 | George Davis i Edward Carfagno                                  | –                                                       |                  |
| Gwiazda!                        | Boris Leven                                                     | Walter M. Scott i Howard Bristol                        |                  |
| 2001: Odyseja kosmiczna         | Anthony Masters, Harry Lange i Ernest Archer                    | –                                                       |                  |
| Wojna i pokój                   | Michaił Bogdanow i Giennadij Miasnikow                          | Gieorgij Koszeliew i Władimir Uwarow                    |                  |
| 1969 (42.)                      |                                                                 |                                                         |                  |
| Hello, Dolly!                   | John DeCuir, Jack Martin Smith i Herman A. Blumenthal           | Walter M. Scott, George James Hopkins i Raphaël Bretton |                  |
| Anna tysiąca dni                | Maurice Carter i Lionel Couch                                   | Patrick McLoughlin                                      |                  |
| Ale zabawa                      | Robert F. Boyle i George B. Chan                                | Edward G. Boyle i Carl Biddiscombe                      |                  |
| Słodka Charity                  | Alexander Golitzen i George C. Webb                             | Jack D. Moore                                           |                  |
| Czyż nie dobija się koni?       | Harry Horner                                                    | Frank R. McKelvy                                        |                  |

### 1970–1979
| Rok                                 | Film                                                              | Scenografia                                        | Dekoracja wnętrz |
| ----------------------------------- | ----------------------------------------------------------------- | -------------------------------------------------- | ---------------- |
| 1970 (43.)                          |                                                                   |                                                    |                  |
| Patton                              | Urie McCleary i Gil Parrondo                                      | Antonio Mateos i Pierre-Louis Thévenet             |                  |
| Port lotniczy                       | Alexander Golitzen i E. Preston Ames                              | Jack D. Moore i Mickey S. Michaels                 |                  |
| Molly Maguires                      | Tambi Larsen                                                      | Darrell Silvera                                    |                  |
| Opowieść wigilijna                  | Terence Marsh i Robert Cartwright                                 | Pamela Cornell                                     |                  |
| Tora! Tora! Tora!                   | Jack Martin Smith, Yoshirō Muraki, Richard Day i Taizô Kawashima  | Walter M. Scott, Norman Rockett i Carl Biddiscombe |                  |
| 1971 (44.)                          |                                                                   |                                                    |                  |
| Mikołaj i Aleksandra                | John Box, Ernest Archer, Jack Maxsted i Gil Parrondo              | Vernon Dixon                                       |                  |
| Andromeda znaczy śmierć             | Boris Leven i William H. Tuntke                                   | Ruby Levitt                                        |                  |
| Gałki od łóżka i kije od miotły     | John B. Mansbridge i Peter Ellenshaw                              | Emile Kuri i Hal Gausman                           |                  |
| Skrzypek na dachu                   | Robert F. Boyle i Michael Stringer                                | Peter Lamont                                       |                  |
| Maria, królowa Szkotów              | Terence Marsh i Robert Cartwright                                 | Peter Howitt                                       |                  |
| 1972 (45.)                          |                                                                   |                                                    |                  |
| Kabaret                             | Rolf Zehetbauer i Hans Jürgen Kiebach                             | Herbert Strabel                                    |                  |
| Lady śpiewa bluesa                  | Carl Anderson                                                     | Reg Allen                                          |                  |
| Tragedia „Posejdona”                | William Creber                                                    | Raphaël Bretton                                    |                  |
| Podróże z moją ciotką               | John Box, Gil Parrondo i Robert W. Laing                          | –                                                  |                  |
| Młody Winston                       | Donald M. Ashton i Geoffrey Drake                                 | John Graysmark, William Hutchinson i Peter James   |                  |
| 1973 (46.)                          |                                                                   |                                                    |                  |
| Żądło                               | Henry Bumstead                                                    | James W. Payne                                     |                  |
| Brat Słońce, siostra Księżyc        | Lorenzo Mongiardino i Gianni Quaranta                             | Carmelo Patrono                                    |                  |
| Egzorcysta                          | Bill Malley                                                       | Jerry Wunderlich                                   |                  |
| Tomek Sawyer                        | Philip M. Jefferies                                               | Robert De Vestel                                   |                  |
| Tacy byliśmy                        | Stephen B. Grimes                                                 | William Kiernan (pośmiertnie)                      |                  |
| 1974 (47.)                          |                                                                   |                                                    |                  |
| Ojciec chrzestny II                 | Dean Tavoularis i Angelo P. Graham                                | George R. Nelson                                   |                  |
| Chinatown                           | Richard Sylbert i W. Stewart Campbell                             | Ruby Levitt                                        |                  |
| Trzęsienie ziemi                    | Alexander Golitzen i E. Preston Ames                              | Frank R. McKelvy                                   |                  |
| The Island at the Top of the World  | Peter Ellenshaw, John B. Mansbridge, Walter H. Tyler i Al Roelofs | Hal Gausman                                        |                  |
| Płonący wieżowiec                   | William Creber i Ward Preston                                     | Raphaël Bretton                                    |                  |
| 1975 (48.)                          |                                                                   |                                                    |                  |
| Barry Lyndon                        | Ken Adam i Roy Walker                                             | Vernon Dixon                                       |                  |
| Hindenburg                          | Edward Carfagno                                                   | Frank R. McKelvy                                   |                  |
| Człowiek, który chciał być królem   | Alexandre Trauner i Tony Inglis                                   | Peter James                                        |                  |
| Szampon                             | Richard Sylbert i W. Stewart Campbell                             | George Gaines                                      |                  |
| Promienni chłopcy                   | Albert Brenner                                                    | Marvin March                                       |                  |
| 1976 (49.)                          |                                                                   |                                                    |                  |
| Wszyscy ludzie prezydenta           | George C. Jenkins                                                 | George Gaines                                      |                  |
| Niezwykła Sara                      | Elliot Scott                                                      | Norman Reynolds                                    |                  |
| Ostatni z wielkich                  | Gene Callahan i Jack T. Collis                                    | Jerry Wunderlich                                   |                  |
| Ucieczka Logana                     | Dale Hennesy                                                      | Robert De Vestel                                   |                  |
| Rewolwerowiec                       | Robert F. Boyle                                                   | Arthur Jeph Parker                                 |                  |
| 1977 (50.)                          |                                                                   |                                                    |                  |
| Gwiezdne wojny                      | John Barry, Norman Reynolds i Leslie Dilley                       | Roger Christian                                    |                  |
| Port lotniczy ’77                   | George C. Webb                                                    | Mickey S. Michaels                                 |                  |
| Bliskie spotkania trzeciego stopnia | Joe Alves i Dan Lomino                                            | Phil Abramson                                      |                  |
| Szpieg, który mnie kochał           | Ken Adam i Peter Lamont                                           | Hugh Scaife                                        |                  |
| Punkt zwrotny                       | Albert Brenner                                                    | Marvin March                                       |                  |
| 1978 (51.)                          |                                                                   |                                                    |                  |
| Niebiosa mogą zaczekać              | Paul Sylbert i Edwin O’Donovan                                    | George Gaines                                      |                  |
| Skok na Brinka                      | Dean Tavoularis i Angelo P. Graham                                | George R. Nelson i Bruce Kay                       |                  |
| Suita kalifornijska                 | Albert Brenner                                                    | Marvin March                                       |                  |
| Wnętrza                             | Mel Bourne                                                        | Daniel Robert                                      |                  |
| Czarnoksiężnik                      | Tony Walton i Philip Rosenberg                                    | Edward Stewart i Robert Drumheller                 |                  |
| 1979 (52.)                          |                                                                   |                                                    |                  |
| Cały ten zgiełk                     | Philip Rosenberg i Tony Walton                                    | Edward Stewart i Gary J. Brink                     |                  |
| Obcy – ósmy pasażer Nostromo        | Michael Seymour, Leslie Dilley i Roger Christian                  | Ian Whittaker                                      |                  |
| Czas apokalipsy                     | Dean Tavoularis i Angelo P. Graham                                | George R. Nelson                                   |                  |
| Chiński syndrom                     | George C. Jenkins                                                 | Arthur Jeph Parker                                 |                  |
| Star Trek                           | Harold Michelson, Joe Jennings, Leon Harris i John Vallone        | Linda DeScenna                                     |                  |

### 1980–1989
| Rok                          | Film                                                                       | Scenografia                                           | Dekoracja wnętrz |
| ---------------------------- | -------------------------------------------------------------------------- | ----------------------------------------------------- | ---------------- |
| 1980 (53.)                   |                                                                            |                                                       |                  |
| Tess                         | Pierre Guffroy i Jack Stephens                                             | –                                                     |                  |
| Córka górnika                | John W. Corso                                                              | John M. Dwyer                                         |                  |
| Człowiek słoń                | Stuart Craig i Robert Cartwright                                           | Hugh Scaife                                           |                  |
| Imperium kontratakuje        | Norman Reynolds, Leslie Dilley, Harry Lange i Alan Tomkins                 | Michael D. Ford                                       |                  |
| Sobowtór                     | Yoshirō Muraki                                                             | –                                                     |                  |
| 1981 (54.)                   |                                                                            |                                                       |                  |
| Poszukiwacze zaginionej Arki | Norman Reynolds i Leslie Dilley                                            | Michael D. Ford                                       |                  |
| Kochanica Francuza           | Assheton Gorton                                                            | Ann Mollo                                             |                  |
| Wrota niebios                | Tambi Larsen                                                               | James L. Berkey                                       |                  |
| Ragtime                      | John Graysmark, Patrizia von Brandenstein i Tony Reading                   | George DeTitta Sr., George DeTitta Jr. i Peter Howitt |                  |
| Czerwoni                     | Richard Sylbert                                                            | Michael Seirton                                       |                  |
| 1982 (55.)                   |                                                                            |                                                       |                  |
| Gandhi                       | Stuart Craig i Robert W. Laing                                             | Michael Seirton                                       |                  |
| Annie                        | Dale Hennesy (pośmiertnie)                                                 | Marvin March                                          |                  |
| Łowca androidów              | Lawrence G. Paull i David L. Snyder                                        | Linda DeScenna                                        |                  |
| Traviata                     | Franco Zeffirelli i Gianni Quaranta                                        | –                                                     |                  |
| Victor/Victoria              | Rodger Maus, Tim Hutchinson i William Craig Smith                          | Harry Cordwell                                        |                  |
| 1983 (56.)                   |                                                                            |                                                       |                  |
| Fanny i Aleksander           | Anna Asp                                                                   | Susanne Lingheim                                      |                  |
| Powrót Jedi                  | Norman Reynolds, Fred Hole i James L. Schoppe                              | Michael D. Ford                                       |                  |
| Pierwszy krok w kosmos       | Geoffrey Kirkland, Richard Lawrence, W. Stewart Campbell i Peter R. Romero | Jim Poynter i George R. Nelson                        |                  |
| Czułe słówka                 | Polly Platt i Harold Michelson                                             | Tom Pedigo i Anthony Mondell                          |                  |
| Yentl                        | Roy Walker i Leslie Tomkins                                                | Tessa Davies                                          |                  |
| 1984 (57.)                   |                                                                            |                                                       |                  |
| Amadeusz                     | Patrizia von Brandenstein                                                  | Karel Černý                                           |                  |
| Cotton Club                  | Richard Sylbert                                                            | George Gaines                                         |                  |
| Urodzony sportowiec          | Mel Bourne i Angelo P. Graham                                              | Bruce Weintraub                                       |                  |
| Podróż do Indii              | John Box                                                                   | Hugh Scaife                                           |                  |
| 2010: Odyseja kosmiczna      | Albert Brenner                                                             | Rick Simpson                                          |                  |
| 1985 (58.)                   |                                                                            |                                                       |                  |
| Pożegnanie z Afryką          | Stephen B. Grimes                                                          | Josie MacAvin                                         |                  |
| Brazil                       | Norman Garwood                                                             | Maggie Gray                                           |                  |
| Kolor purpury                | J. Michael Riva i Bo Welch                                                 | Linda DeScenna                                        |                  |
| Ran                          | Yoshirō Muraki i Shinobu Muraki                                            | –                                                     |                  |
| Świadek                      | Stan Jolley                                                                | John H. Anderson                                      |                  |
| 1986 (59.)                   |                                                                            |                                                       |                  |
| Pokój z widokiem             | Gianni Quaranta i Brian Ackland-Snow                                       | Brian Savegar i Elio Altamura                         |                  |
| Obcy – decydujące starcie    | Peter Lamont                                                               | Crispian Sallis                                       |                  |
| Kolor pieniędzy              | Boris Leven                                                                | Karen O’Hara                                          |                  |
| Hannah i jej siostry         | Stuart Wurtzel                                                             | Carol Joffe                                           |                  |
| Misja                        | Stuart Craig                                                               | Jack Stephens                                         |                  |
| 1987 (60.)                   |                                                                            |                                                       |                  |
| Ostatni cesarz               | Ferdinando Scarfiotti                                                      | Bruno Cesari i Osvaldo Desideri                       |                  |
| Imperium słońca              | Norman Reynolds                                                            | Harry Cordwell                                        |                  |
| Nadzieja i chwała            | Anthony Pratt                                                              | Joanne Woollard                                       |                  |
| Złote czasy radia            | Santo Loquasto                                                             | Carol Joffe, Leslie Bloom i George DeTitta Jr.        |                  |
| Nietykalni                   | Patrizia von Brandenstein i William A. Elliott                             | Hal Gausman                                           |                  |
| 1988 (61.)                   |                                                                            |                                                       |                  |
| Niebezpieczne związki        | Stuart Craig                                                               | Gérard James                                          |                  |
| Wariatki                     | Albert Brenner                                                             | Garrett Lewis                                         |                  |
| Rain Man                     | Ida Random                                                                 | Linda DeScenna                                        |                  |
| Tucker. Konstruktor marzeń   | Dean Tavoularis                                                            | Armin Ganz                                            |                  |
| Kto wrobił królika Rogera?   | Elliot Scott                                                               | Peter Howitt                                          |                  |
| 1989 (62.)                   |                                                                            |                                                       |                  |
| Batman                       | Anton Furst                                                                | Peter Young                                           |                  |
| Otchłań                      | Leslie Dilley                                                              | Anne Kuljian                                          |                  |
| Przygody barona Munchausena  | Dante Ferretti                                                             | Francesca Lo Schiavo                                  |                  |
| Wożąc panią Daisy            | Bruno Rubeo                                                                | Crispian Sallis                                       |                  |
| Chwała                       | Norman Garwood                                                             | Garrett Lewis                                         |                  |

### 1990–1999
| Rok                        | Film                    | Scenografia            | Dekoracja wnętrz |
| -------------------------- | ----------------------- | ---------------------- | ---------------- |
| 1990 (63.)                 |                         |                        |                  |
| Dick Tracy                 | Richard Sylbert         | Rick Simpson           |                  |
| Cyrano de Bergerac         | Ezio Frigerio           | Jacques Rouxel         |                  |
| Tańczący z wilkami         | Jeffrey Beecroft        | Lisa Dean              |                  |
| Ojciec chrzestny III       | Dean Tavoularis         | Gary Fettis            |                  |
| Hamlet                     | Dante Ferretti          | Francesca Lo Schiavo   |                  |
| 1991 (64.)                 |                         |                        |                  |
| Bugsy                      | Dennis Gassner          | Nancy Haigh            |                  |
| Barton Fink                | Dennis Gassner          | Nancy Haigh            |                  |
| Fisher King                | Mel Bourne              | Cindy Carr             |                  |
| Hook                       | Norman Garwood          | Garrett Lewis          |                  |
| Książę przypływów          | Paul Sylbert            | Caryl Heller           |                  |
| 1992 (65.)                 |                         |                        |                  |
| Powrót do Howards End      | Luciana Arrighi         | Ian Whittaker          |                  |
| Dracula                    | Thomas E. Sanders       | Garrett Lewis          |                  |
| Chaplin                    | Stuart Craig            | Chris A. Butler        |                  |
| Zabaweczki                 | Ferdinando Scarfiotti   | Linda DeScenna         |                  |
| Bez przebaczenia           | Henry Bumstead          | Janice Blackie-Goodine |                  |
| 1993 (66.)                 |                         |                        |                  |
| Lista Schindlera           | Allan Starski           | Ewa Braun              |                  |
| Rodzina Addamsów II        | Ken Adam                | Marvin March           |                  |
| Wiek niewinności           | Dante Ferretti          | Robert J. Franco       |                  |
| Orlando                    | Ben Van Os i Jan Roelfs | –                      |                  |
| Okruchy dnia               | Luciana Arrighi         | Ian Whittaker          |                  |
| 1994 (67.)                 |                         |                        |                  |
| Szaleństwo króla Jerzego   | Ken Adam                | Carolyn Scott          |                  |
| Strzały na Broadwayu       | Santo Loquasto          | Susan Bode             |                  |
| Forrest Gump               | Rick Carter             | Nancy Haigh            |                  |
| Wywiad z wampirem          | Dante Ferretti          | Francesca Lo Schiavo   |                  |
| Wichry namiętności         | Lilly Kilvert           | Dorree Cooper          |                  |
| 1995 (68.)                 |                         |                        |                  |
| Czas przemian              | Eugenio Zanetti         | –                      |                  |
| Apollo 13                  | Michael Corenblith      | Merideth Boswell       |                  |
| Babe – świnka z klasą      | Roger Ford              | Kerrie Brown           |                  |
| Mała księżniczka           | Bo Welch                | Cheryl Carasik         |                  |
| Ryszard III                | Tony Burrough           | –                      |                  |
| 1996 (69.)                 |                         |                        |                  |
| Angielski pacjent          | Stuart Craig            | Stephenie McMillan     |                  |
| Klatka dla ptaków          | Bo Welch                | Cheryl Carasik         |                  |
| Evita                      | Brian Morris            | Philippe Turlure       |                  |
| Hamlet                     | Tim Harvey              | –                      |                  |
| Romeo i Julia              | Catherine Martin        | Brigitte Broch         |                  |
| 1997 (70.)                 |                         |                        |                  |
| Titanic                    | Peter Lamont            | Michael D. Ford        |                  |
| Gattaca – szok przyszłości | Jan Roelfs              | Nancy Nye              |                  |
| Kundun – życie Dalaj Lamy  | Dante Ferretti          | Francesca Lo Schiavo   |                  |
| Tajemnice Los Angeles      | Jeannine Oppewall       | Jay Hart               |                  |
| Faceci w czerni            | Bo Welch                | Cheryl Carasik         |                  |
| 1998 (71.)                 |                         |                        |                  |
| Zakochany Szekspir         | Martin Childs           | Jill Quertier          |                  |
| Elizabeth                  | John Myhre              | Peter Howitt           |                  |
| Miasteczko Pleasantville   | Jeannine Oppewall       | Jay Hart               |                  |
| Szeregowiec Ryan           | Thomas E. Sanders       | Lisa Dean              |                  |
| Między piekłem a niebem    | Eugenio Zanetti         | Cindy Carr             |                  |
| 1999 (72.)                 |                         |                        |                  |
| Jeździec bez głowy         | Rick Heinrichs          | Peter Young            |                  |
| Anna i król                | Luciana Arrighi         | Ian Whittaker          |                  |
| Wbrew regułom              | David Gropman           | Beth A. Rubino         |                  |
| Utalentowany pan Ripley    | Roy Walker              | Bruno Cesari           |                  |
| Topsy-Turvy                | Eve Stewart             | John Bush              |                  |

### 2000–2009
| Rok                                               | Film                           | Scenografia                      | Dekoracja wnętrz |
| ------------------------------------------------- | ------------------------------ | -------------------------------- | ---------------- |
| 2000 (73.)                                        |                                |                                  |                  |
| Przyczajony tygrys, ukryty smok                   | Tim Yip                        | –                                |                  |
| Gladiator                                         | Arthur Max                     | Crispian Sallis                  |                  |
| Grinch: Świąt nie będzie                          | Michael Corenblith             | Merideth Boswell                 |                  |
| Zatrute pióro                                     | Martin Childs                  | Jill Quertier                    |                  |
| Vatel                                             | Jean Rabasse                   | Françoise Benoît-Fresco          |                  |
| 2001 (74.)                                        |                                |                                  |                  |
| Moulin Rouge!                                     | Catherine Martin               | Brigitte Broch                   |                  |
| Amelia                                            | Aline Bonetto                  | Marie-Laure Valla                |                  |
| Gosford Park                                      | Stephen Altman                 | Anna Pinnock                     |                  |
| Harry Potter i Kamień Filozoficzny                | Stuart Craig                   | Stephenie McMillan               |                  |
| Władca Pierścieni: Drużyna Pierścienia            | Grant Major                    | Dan Hennah                       |                  |
| 2002 (75.)                                        |                                |                                  |                  |
| Chicago                                           | John Myhre                     | Gordon Sim                       |                  |
| Frida                                             | Felipe Fernández del Paso      | Hania Robledo                    |                  |
| Gangi Nowego Jorku                                | Dante Ferretti                 | Francesca Lo Schiavo             |                  |
| Władca Pierścieni: Dwie wieże                     | Grant Major                    | Dan Hennah i Alan Lee            |                  |
| Droga do zatracenia                               | Dennis Gassner                 | Nancy Haigh                      |                  |
| 2003 (76.)                                        |                                |                                  |                  |
| Władca Pierścieni: Powrót króla                   | Grant Major                    | Dan Hennah i Alan Lee            |                  |
| Dziewczyna z perłą                                | Ben Van Os                     | Cecile Heideman                  |                  |
| Ostatni samuraj                                   | Lilly Kilvert                  | Gretchen Rau                     |                  |
| Pan i władca: Na krańcu świata                    | William Sandell                | Robert Gould                     |                  |
| Niepokonany Seabiscuit                            | Jeannine Oppewall              | Leslie Pope                      |                  |
| 2004 (77.)                                        |                                |                                  |                  |
| Aviator                                           | Dante Ferretti                 | Francesca Lo Schiavo             |                  |
| Marzyciel                                         | Gemma Jackson                  | Trisha Edwards                   |                  |
| Lemony Snicket: Seria niefortunnych zdarzeń       | Rick Heinrichs                 | Cheryl Carasik                   |                  |
| Upiór w operze                                    | Anthony Pratt                  | Celia Bobak                      |                  |
| Bardzo długie zaręczyny                           | Aline Bonetto                  | –                                |                  |
| 2005 (78.)                                        |                                |                                  |                  |
| Wyznania gejszy                                   | John Myhre                     | Gretchen Rau                     |                  |
| Good Night and Good Luck                          | Jim Bissell                    | Jan Pascale                      |                  |
| Harry Potter i Czara Ognia                        | Stuart Craig                   | Stephenie McMillan               |                  |
| King Kong                                         | Grant Major                    | Dan Hennah i Simon Bright        |                  |
| Duma i uprzedzenie                                | Sarah Greenwood                | Katie Spencer                    |                  |
| 2006 (79.)                                        |                                |                                  |                  |
| Labirynt fauna                                    | Eugenio Caballero              | Pilar Revuelta                   |                  |
| Dreamgirls                                        | John Myhre                     | Nancy Haigh                      |                  |
| Dobry agent                                       | Jeannine Oppewall              | Gretchen Rau i Leslie E. Rollins |                  |
| Piraci z Karaibów: Skrzynia umarlaka              | Rick Heinrichs                 | Cheryl Carasik                   |                  |
| Prestiż                                           | Nathan Crowley                 | Julie Ochipinti                  |                  |
| 2007 (80.)                                        |                                |                                  |                  |
| Sweeney Todd: Demoniczny golibroda z Fleet Street | Dante Ferretti                 | Francesca Lo Schiavo             |                  |
| Amerykański gangster                              | Arthur Max                     | Beth A. Rubino                   |                  |
| Pokuta                                            | Sarah Greenwood                | Katie Spencer                    |                  |
| Złoty kompas                                      | Dennis Gassner                 | Anna Pinnock                     |                  |
| Aż poleje się krew                                | Jack Fisk                      | Jim Erickson                     |                  |
| 2008 (81.)                                        |                                |                                  |                  |
| Ciekawy przypadek Benjamina Buttona               | Donald Graham Burt             | Victor J. Zolfo                  |                  |
| Oszukana                                          | James J. Murakami              | Gary Fettis                      |                  |
| Mroczny Rycerz                                    | Nathan Crowley                 | Peter Lando                      |                  |
| Księżna                                           | Michael Carlin                 | Rebecca Alleway                  |                  |
| Droga do szczęścia                                | Kristi Zea                     | Debra Schutt                     |                  |
| 2009 (82.)                                        |                                |                                  |                  |
| Avatar                                            | Rick Carter i Robert Stromberg | Kim Sinclair                     |                  |
| Parnassus: Człowiek, który oszukał diabła         | Dave Warren i Anastasia Masaro | Caroline Smith                   |                  |
| Dziewięć                                          | John Myhre                     | Gordon Sim                       |                  |
| Sherlock Holmes                                   | Sarah Greenwood                | Katie Spencer                    |                  |
| Młoda Wiktoria                                    | Patrice Vermette               | Maggie Gray                      |                  |

### 2010–2019
| Rok                                       | Film                    | Scenografia                      | Dekoracja wnętrz |
| ----------------------------------------- | ----------------------- | -------------------------------- | ---------------- |
| 2010 (83.)                                |                         |                                  |                  |
| Alicja w Krainie Czarów                   | Robert Stromberg        | Karen O’Hara                     |                  |
| Harry Potter i Insygnia Śmierci: Część I  | Stuart Craig            | Stephenie McMillan               |                  |
| Incepcja                                  | Guy Hendrix Dyas        | Larry Dias i Doug Mowat          |                  |
| Jak zostać królem                         | Eve Stewart             | Judy Farr                        |                  |
| Prawdziwe męstwo                          | Jess Gonchor            | Nancy Haigh                      |                  |
| 2011 (84.)                                |                         |                                  |                  |
| Hugo i jego wynalazek                     | Dante Ferretti          | Francesca Lo Schiavo             |                  |
| Artysta                                   | Laurence Bennett        | Robert Gould                     |                  |
| Harry Potter i Insygnia Śmierci: Część II | Stuart Craig            | Stephenie McMillan               |                  |
| O północy w Paryżu                        | Anne Seibel             | Hélène Dubreuil                  |                  |
| Czas wojny                                | Rick Carter             | Lee Sandales                     |                  |
| 2012 (85.)                                |                         |                                  |                  |
| Lincoln                                   | Rick Carter             | Jim Erickson                     |                  |
| Anna Karenina                             | Sarah Greenwood         | Katie Spencer                    |                  |
| Hobbit: Niezwykła podróż                  | Dan Hennah              | Ra Vincent i Simon Bright        |                  |
| Les Misérables. Nędznicy                  | Eve Stewart             | Anna Lynch-Robinson              |                  |
| Życie Pi                                  | David Gropman           | Anna Pinnock                     |                  |
| 2013 (86.)                                |                         |                                  |                  |
| Wielki Gatsby                             | Catherine Martin        | Beverley Dunn                    |                  |
| American Hustle                           | Judy Becker             | Heather Loeffler                 |                  |
| Grawitacja                                | Andy Nicholson          | Rosie Goodwin i Joanne Woollard  |                  |
| Ona                                       | K. K. Barrett           | Gene Serdena                     |                  |
| Zniewolony. 12 Years a Slave              | Adam Stockhausen        | Alice Baker                      |                  |
| 2014 (87.)                                |                         |                                  |                  |
| Grand Budapest Hotel                      | Adam Stockhausen        | Anna Pinnock                     |                  |
| Gra tajemnic                              | Maria Djurkovic         | Tatiana Macdonald                |                  |
| Interstellar                              | Nathan Crowley          | Gary Fettis                      |                  |
| Tajemnice lasu                            | Dennis Gassner          | Anna Pinnock                     |                  |
| Pan Turner                                | Suzie Davies            | Charlotte Watts                  |                  |
| 2015 (88.)                                |                         |                                  |                  |
| Mad Max: Na drodze gniewu                 | Colin Gibson            | Lisa Thompson                    |                  |
| Most szpiegów                             | Adam Stockhausen        | Rena DeAngelo i Bernhard Henrich |                  |
| Dziewczyna z portretu                     | Eve Stewart             | Michael Standish                 |                  |
| Marsjanin                                 | Arthur Max              | Celia Bobak                      |                  |
| Zjawa                                     | Jack Fisk               | Hamish Purdy                     |                  |
| 2016 (89.)                                |                         |                                  |                  |
| La La Land                                | David Wasco             | Sandy Reynolds-Wasco             |                  |
| Nowy początek                             | Patrice Vermette        | Paul Hotte                       |                  |
| Fantastyczne zwierzęta i jak je znaleźć   | Stuart Craig            | Anna Pinnock                     |                  |
| Ave, Cezar!                               | Jess Gonchor            | Nancy Haigh                      |                  |
| Pasażerowie                               | Guy Hendrix Dyas        | Gene Serdena                     |                  |
| 2017 (90.)                                |                         |                                  |                  |
| Kształt wody                              | Paul Denham Austerberry | Shane Vieau i Jeff Melvin        |                  |
| Piękna i Bestia                           | Sarah Greenwood         | Katie Spencer                    |                  |
| Blade Runner 2049                         | Dennis Gassner          | Alessandra Querzola              |                  |
| Czas mroku                                | Sarah Greenwood         | Katie Spencer                    |                  |
| Dunkierka                                 | Nathan Crowley          | Gary Fettis                      |                  |
| 2018 (91.)                                |                         |                                  |                  |
| Czarna Pantera                            | Hannah Beachler         | Jay Hart                         |                  |
| Faworyta                                  | Fiona Crombie           | Alice Felton                     |                  |
| Roma                                      | Eugenio Caballero       | Bárbara Enrı́quez                 |                  |
| Pierwszy człowiek                         | Nathan Crowley          | Kathy Lucas                      |                  |
| Mary Poppins powraca                      | John Myhre              | Gordon Sim                       |                  |
| 2019 (92.)                                |                         |                                  |                  |
| Pewnego razu ... w Hollywood              | Barbara Ling            | Nancy Haigh                      |                  |
| Irlandczyk                                | Bob Shaw                | Regina Graves                    |                  |
| Jojo Rabbit                               | Ra Vincent              | Nora Sopková                     |                  |
| 1917                                      | Dennis Gassner          | Lee Sandales                     |                  |
| Parasite                                  | Lee Ha Jun              | Cho Won Woo                      |                  |

### 2020–2029
| Rok                     | Film               | Scenografia                    | Dekoracja wnętrz |
| ----------------------- | ------------------ | ------------------------------ | ---------------- |
| 2020 (93.)              |                    |                                |                  |
| Mank                    | Donald Graham Burt | Jan Pascale                    |                  |
| Ma Rainey: Matka bluesa | Mark Ricker        | Karen O’Hara i Diana Stoughton |                  |
| Nowiny ze świata        | David Crank        | Elizabeth Keenan               |                  |
| Ojciec                  | Peter Francis      | Cathy Featherstone             |                  |
| Tenet                   | Nathan Crowley     | Kathy Lucas                    |                  |

*Wyjątkowo podczas 2. ceremonii wręczenia Oscarów nie podano oficjalnych nominacji do nagród. Później Amerykańska Akademia Filmowa ustaliła nieoficjalną listę nominowanych spośród filmów branych pod uwagę podczas głosowania.
**Do 1941 tylko scenografowie i dekoratorzy wnętrz wymienieni w czołówce filmu mogli ubiegać się o nominację.
***Wytwórnia filmowa Republic Pictures zgłosiła do Oscara film Sis Hopkins (1941), który początkowo otrzymał nominację. Później jednakże studio wycofało tytuł z udziału w rywalizacji, w związku z czym formalnie nie uważa się go za nominowany do Oscara.
****Wytwórnia filmowa United Artists zgłosiła do Oscara film Song of the Open Road (1944), który początkowo otrzymał nominację. Później jednakże studio wycofało tytuł z udziału w rywalizacji, w związku z czym formalnie nie uważa się go za nominowany do Oscara.

## Wielokrotnie nominowani
Poniższa lista obejmuje scenografów i dekoratorów wnętrz, którzy zdobyli więcej niż jedną nominację do Oscara w tej kategorii (stan na grudzień 2021). Lista sortowana jest według całkowitej liczby nagród (I kolumna), całkowitej liczby nominacji z jedną nagrodą (II kolumna) oraz całkowitej liczby nominacji bez nagrody (III kolumna). Nominacje podane są w nawiasach. W przypadku identycznej liczby nominacji osoby nominowane ułożone są w kolejności alfabetycznej.
- 11: Cedric Gibbons (39)
- 8: Edwin B. Willis (32)
- 7: Richard Day (20)
- 6: Thomas Little (21)
- 6: Walter M. Scott (21)
- 5: Lyle R. Wheeler (29)
- 4: Samuel M. Comer (26)
- 4: George James Hopkins (13)
- 4: F. Keogh Gleason (7)
- 4: John Box (6)
- 3: Hans Dreier (23)
- 3: Alexander Golitzen (14)
- 3: Paul S. Fox (13)
- 3: Ray Moyer (12)
- 3: Stuart Craig (11)
- 3: John DeCuir (11)
- 3: Paul Groesse (11)
- 3: Edward Carfagno (10)
- 3: Dante Ferretti (9)
- 3: Jack Martin Smith (9)
- 3: Francesca Lo Schiavo (8)
- 3: William S. Darling (7)
- 3: Vernon Dixon (3)
- 3: John Meehan (3)
- 2: George Davis (17)
- 2: Hugh Hunt (13)
- 2: Joseph C. Wright (12)
- 2: E. Preston Ames (8)
- 2: Nancy Haigh (8)
- 2: William A. Horning (8)
- 2: Emile Kuri (8)
- 2: Russell A. Gausman (7)
- 2: Urie McCleary (6)
- 2: John Myhre (6)
- 2: Stuart A. Reiss (6)
- 2: Norman Reynolds (6)
- 2: Richard Sylbert (6)
- 2: Ken Adam (5)
- 2: Leslie Dilley (5)
- 2: Henry Bumstead (4)
- 2: Gene Callahan (4)
- 2: Rick Carter (4)
- 2: Michael D. Ford (4)
- 2: George Gaines (4)
- 2: Terence Marsh (4)
- 2: Dario Simoni (4)
- 2: Herman A. Blumenthal (3)
- 2: Harry Horner (3)
- 2: Wiard Ihnen (3)
- 2: Catherine Martin (3)
- 2: Gil Parrondo (3)
- 2: Robert Priestley (3)
- 2: Donald Graham Burt (2)
- 2: Robert Stromberg (2)
- 2: Peter Young (2)
- 1: Hal Pereira (23)
- 1: Henry Grace (13)
- 1: Boris Leven (9)
- 1: Walter H. Tyler (9)
- 1: Arthur Krams (8)
- 1: Edward G. Boyle (7)
- 1: Dennis Gassner (7)
- 1: Jack D. Moore (7)
- 1: Ted Haworth (6)
- 1: Anna Pinnock (6)
- 1: James Basevi (5)
- 1: Robert Clatworthy (5)
- 1: Stephen Goosson (5)
- 1: Dan Hennah (5)
- 1: Julia Heron (5)
- 1: Joseph Kish (5)
- 1: Tambi Larsen (5)
- 1: Stephenie McMillan (5)
- 1: William Cameron Menzies (5)
- 1: Dean Tavoularis (5)
- 1: Raphaël Bretton (4)
- 1: Ernst Fegté (4)
- 1: John B. Goodman (4)
- 1: Angelo P. Graham (4)
- 1: Vincent Korda (4)
- 1: Peter Lamont (4)
- 1: Grant Major (4)
- 1: George R. Nelson (4)
- 1: Ian Whittaker (4)
- 1: Gene Allen (3)
- 1: Luciana Arrighi (3)
- 1: Patrizia von Brandenstein (3)
- 1: John Bryan (3)
- 1: Edward Carrere (3)
- 1: A. Roland Fields (3)
- 1: Stephen B. Grimes (3)
- 1: Jay Hart (3)
- 1: Rick Heinrichs (3)
- 1: Dale Hennesy (3)
- 1: Josie MacAvin (3)
- 1: Karen O’Hara (3)
- 1: James W. Payne (3)
- 1: Gianni Quaranta (3)
- 1: Gretchen Rau (3)
- 1: Gordon Sim (3)
- 1: Adam Stockhausen (3)
- 1: Roy Walker (3)
- 1: Ira S. Webb (3)
- 1: Ernest Archer (2)
- 1: Brigitte Broch (2)
- 1: Malcolm Brown (2)
- 1: Eugenio Caballero (2)
- 1: Bruno Cesari (2)
- 1: Martin Childs (2)
- 1: Roger Christian (2)
- 1: Carmen Dillon (2)
- 1: Jim Erickson (2)
- 1: William Ferrari (2)
- 1: Victor A. Gangelin (2)
- 1: Pierre Guffroy (2)
- 1: Hein Heckroth (2)
- 1: Fredric Hope (2)
- 1: Frank E. Hughes (2)
- 1: George C. Jenkins (2)
- 1: Alfred Junge (2)
- 1: Nathan H. Juran (2)
- 1: William Kellner (2)
- 1: Robert W. Laing (2)
- 1: Alan Lee (2)
- 1: Jill Quertier (2)
- 1: Jan Pascale (2)
- 1: Philip Rosenberg (2)
- 1: Ferdinando Scarfiotti (2)
- 1: Michael Seirton (2)
- 1: Paul Sheriff (2)
- 1: Rick Simpson (2)
- 1: Jack Stephens (2)
- 1: Edward Stewart (2)
- 1: Paul Sylbert (2)
- 1: Alexandre Trauner (2)
- 1: Tony Walton (2)
- 1: Elven Webb (2)
- 1: Carl Jules Weyl (2)
- 1: Eugenio Zanetti (2)
- 0: Roland Anderson (15)
- 0: Howard Bristol (9)
- 0: Jack Otterson (8)
- 0: Lionel Banks (7)
- 0: Carroll Clark (7)
- 0: Frank R. McKelvy (7)
- 0: Darrell Silvera (7)
- 0: Nathan Crowley (6)
- 0: Leland Fuller (6)
- 0: Sarah Greenwood (6)
- 0: William Kiernan (6)
- 0: Richard Pefferle (6)
- 0: Van Nest Polglase (6)
- 0: Katie Spencer (6)
- 0: Albert Brenner (5)
- 0: Cheryl Carasik (5)
- 0: Albert S. D’Agostino (5)
- 0: Linda DeScenna (5)
- 0: Perry Ferguson (5)
- 0: Hal Gausman (5)
- 0: Anton Grot (5)
- 0: Marvin March (5)
- 0: Robert R. Benton (4)
- 0: Robert F. Boyle (4)
- 0: Robert Cartwright (4)
- 0: Gary Fettis (4)
- 0: Peter Howitt (4)
- 0: Ruby Levitt (4)
- 0: Garrett Lewis (4)
- 0: Jeannine Oppewall (4)
- 0: Eve Stewart (4)
- 0: George C. Webb (4)
- 0: Bo Welch (4)
- 0: Mel Bourne (3)
- 0: W. Stewart Campbell (3)
- 0: Claude E. Carpenter (3)
- 0: William Creber (3)
- 0: Louis Diage (3)
- 0: Randall Duell (3)
- 0: Norman Garwood (3)
- 0: Piero Gherardi (3)
- 0: John Hughes (3)
- 0: Mark-Lee Kirk (3)
- 0: John Victor Mackay (3)
- 0: Fred M. MacLean (3)
- 0: Arthur Max (3)
- 0: Joseph McMillan Johnson (3)
- 0: George Milo (3)
- 0: Yoshirō Muraki (3)
- 0: Cary Odell (3)
- 0: Maurice Ransford (3)
- 0: Casey Roberts (3)
- 0: Crispian Sallis (3)
- 0: Hugh Scaife (3)
- 0: Elliot Scott (3)
- 0: Rudolph Sternad (3)
- 0: Alexander Toluboff (3)
- 0: Frank Tuttle (3)
- 0: Robert Usher (3)
- 0: Carl Anderson (2)
- 0: Fay Babcock (2)
- 0: Malcolm Bert (2)
- 0: Carl Biddiscombe (2)
- 0: Celia Bobak (2)
- 0: Aline Bonetto (2)
- 0: Merideth Boswell (2)
- 0: Simon Bright (2)
- 0: Cindy Carr (2)
- 0: Maurice Carter (2)
- 0: Daniel Cathcart (2)
- 0: Antoni Clavé (2)
- 0: Harry Cordwell (2)
- 0: Michael Corenblith (2)
- 0: Lionel Couch (2)
- 0: Robert De Vestel (2)
- 0: Lisa Dean (2)
- 0: George DeTitta Jr. (2)
- 0: Ross J. Dowd (2)
- 0: Raoul Pene Du Bois (2)
- 0: John DuCasse Schulze (2)
- 0: Peter Ellenshaw (2)
- 0: Jack Fisk (2)
- 0: Jess Gonchor (2)
- 0: Robert Gould (2)
- 0: Bertram C. Granger (2)
- 0: Maggie Gray (2)
- 0: John Graysmark (2)
- 0: Grace Gregory (2)
- 0: David Gropman (2)
- 0: Robert M. Haas (2)
- 0: Charles D. Hall (2)
- 0: David S. Hall (2)
- 0: Addison Hehr (2)
- 0: Guy Hendrix Dyas (2)
- 0: Walter Holscher (2)
- 0: Peter James (2)
- 0: Carol Joffe
- 0: William Kellner (2)
- 0: Lilly Kilvert (2)
- 0: Harry Lange (2)
- 0: Santo Loquasto (2)
- 0: Kathy Lucas (2)
- 0: John B. Mansbridge (2)
- 0: Ted Marshall (2)
- 0: So Matsuyama (2)
- 0: John McCarthy Jr. (2)
- 0: Jack McConaghy (2)
- 0: Patrick McLoughlin (2)
- 0: Mickey S. Michaels (2)
- 0: Harold Michelson (2)
- 0: Lorenzo Mongiardino (2)
- 0: Martin Obzina (2)
- 0: Jack Okey (2)
- 0: Harry Oliver (2)
- 0: Arthur Jeph Parker (2)
- 0: Anthony Pratt (2)
- 0: Norman Rockett (2)
- 0: Jan Roelfs (2)
- 0: Beth A. Rubino (2)
- 0: Lee Sandales (2)
- 0: Thomas E. Sanders (2)
- 0: George Sawley (2)
- 0: Gene Serdena (2)
- 0: Ted Smith (2)
- 0: Charles S. Thompson (2)
- 0: William H. Tuntke (2)
- 0: Ben Van Os (2)
- 0: Patrice Vermette (2)
- 0: Ra Vincent (2)
- 0: Joanne Woollard (2)
- 0: Jerry Wunderlich (2)